# Tchaikovsky, Conus: Violin Concertos
Tchaikovsky, Conus: Violin Concertos – album Davida Garretta wydany w 2001 roku, nagrany z Rosyjską Orkiestrą Narodową pod batutą Michaiła Pletniowa.

## Lista utworów
1. Koncert D-dur, Op. 35 na skrzypce i orkiestrę – 1. Allegro moderato (Piotr Czajkowski)
2. Koncert D-dur, Op. 35 na skrzypce i orkiestrę – 2. Canzonetta. Andante (Piotr Czajkowski)
3. Koncert D-dur, Op. 35 na skrzypce i orkiestrę – 3. Finale. Allegro vivacissimo (Piotr Czajkowski)
4. Koncert e-moll na skrzypce i orkiestrę – 1. Allegro mooto- Andante espressivo (Julij Konius)
5. Koncert e-moll na skrzypce i orkiestrę – 2. Adagio (Julij Konius)
6. Koncert e-moll na skrzypce i orkiestrę – 3. Andante espressivo – Cadenza (Julij Konius)